# Securitatea alimentară
A nu se confunda cu siguranța alimentară.

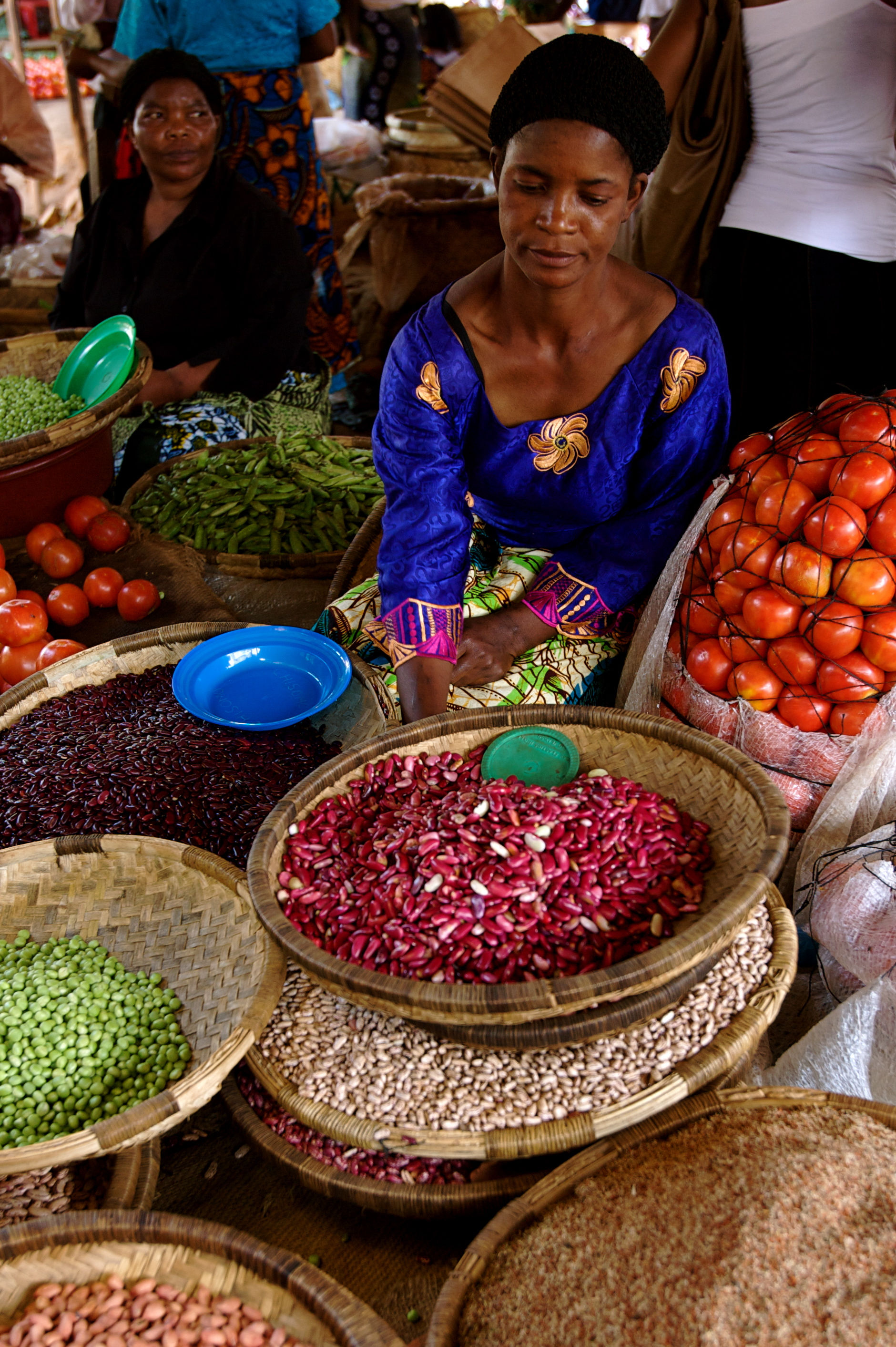
Femei care vând produse la o piață din Lilongwe, Malawi

Securitatea alimentară este situația în care o persoană are acces la o cantitate suficientă de alimente sănătoase și accesibile ca preț. Disponibilitatea alimentelor pentru persoanele de orice clasă socială, sex, etnie sau religie este un alt element al protecției alimentelor. De exemplu, se consideră că există securitate alimentară a gospodăriilor atunci când toți membrii unei familii au acces constant la suficiente alimente pentru o viață activă și sănătoasă. Persoanele cu securitate alimentară nu trăiesc în foame sau în teama de a muri de foame. Securitatea alimentară include rezistența la viitoarele întreruperi ale aprovizionării cu alimente. O astfel de întrerupere ar putea apărea din cauza diverșilor factori de risc, cum ar fi secetele și inundațiile, întreruperile transportului maritim, penuria de combustibil, instabilitatea economică și războaiele. Insecuritatea alimentară este opusul securității alimentare: o stare în care există doar o disponibilitate limitată sau incertă a unor alimente adecvate.
Conceptul de securitate alimentară a evoluat în timp. Cei patru piloni ai securității alimentare includ disponibilitatea, accesul, utilizarea și stabilitatea. În plus, există încă două dimensiuni importante: agenția și sustenabilitatea. Aceste șase dimensiuni ale securității alimentare sunt consolidate în înțelegerile conceptuale și juridice ale dreptului la hrană. Summitul Mondial al Alimentației din 1996 a declarat că „alimentele nu ar trebui folosite ca instrument de presiune politică și economică”".
Există numeroase cauze ale insecurității alimentare. Cele mai importante sunt prețurile ridicate la alimente și perturbările aprovizionării cu alimente la nivel mondial, de exemplu din cauza războiului. Există, de asemenea, schimbările climatice, deficitul de apă, degradarea terenurilor, bolile agricole, pandemiile și focarele de boli, care pot duce la insecuritate alimentară. În plus, insecuritatea alimentară afectează persoanele cu statut socioeconomic scăzut , afectează sănătatea unei populații la nivel individual și provoacă diviziuni în relațiile interpersonale. Insecuritatea alimentară cauzată de șomaj provoacă o rată mai mare a sărăciei.

## Definiție
Securitatea alimentară, așa cum a fost definită de Summitul Mondial al Alimentației din 1996, este „atunci când toți oamenii, în orice moment, au acces fizic și economic la «alimente suficiente, sigure și nutritive care să le satisfacă nevoile alimentare și preferințele alimentare pentru o viață activă și sănătoasă».

## Prevalența insecurității alimentare
Concentrarea și distribuția insecurității alimentare în 2023, în funcție de severitate, diferă foarte mult între regiunile lumii.

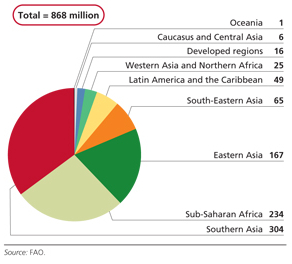
Numărul de persoane afectate de subnutriție în perioada 2010–2012 (pe regiuni, în milioane)

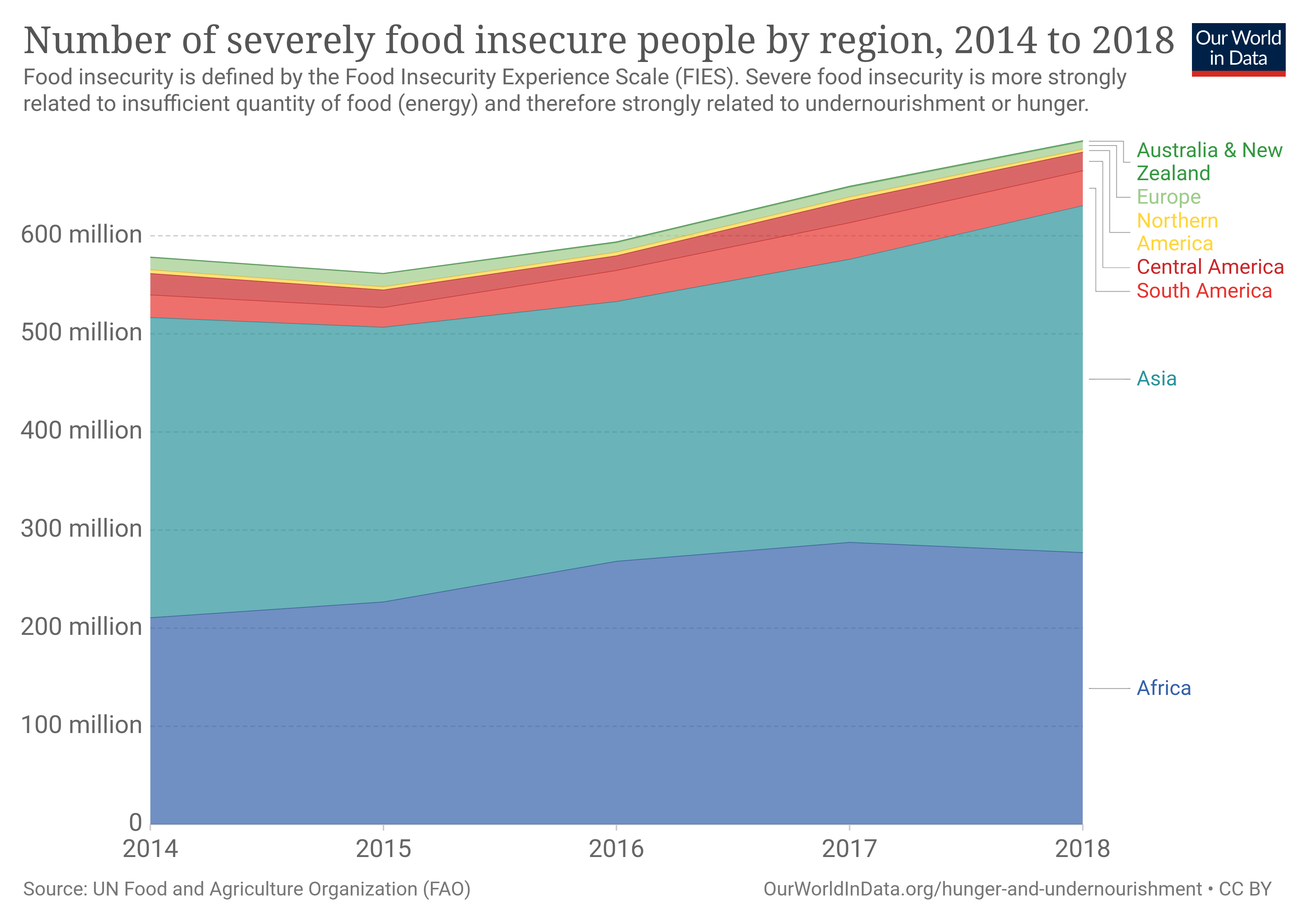
Numărul de persoane afectate de insecuritate alimentară severă pe regiuni (2014–2018)

Nivelurile de insecuritate alimentară pe regiuni și sexe (2022)

Aproape 12% din populația lumii se afla în insecuritate alimentară severă în 2020, reprezentând 928 de milioane de persoane - cu 148 de milioane mai mult decât în 2019. În 2023, prevalența insecurității alimentare moderate sau severe în Africa (58,0%) este aproape dublă față de media globală. O varietate de motive stau la baza creșterii foametei în ultimii ani. Încetinirile și recesiunile de la criza financiară din 2008-2009 au contribuit la degradarea condițiilor sociale, făcând ca subnutriția să fie mai răspândită. Dezechilibrele structurale și lipsa politicilor incluzive s-au combinat cu fenomene meteorologice extreme, condiții de mediu alterate și răspândirea dăunătorilor și bolilor, cum ar fi pandemia de COVID-19 , declanșând cicluri persistente de sărăcie și foamete.
Ediția din 2021 a raportului FAO privind starea alimentară și agricolă (SOFA) estimează în continuare că încă 1 miliard de oameni (în mare parte din țările cu venituri mici și medii-superioare) riscă să nu își permită o dietă sănătoasă dacă un șoc le-ar reduce veniturile cu o treime.
Ediția din 2021 a raportului SOFI a estimat excesul de foamete legat de pandemia de COVID-19 la 30 de milioane de persoane până la sfârșitul deceniului – FAO avertizase anterior că, chiar și fără pandemie, lumea era în detrimentul atingerii obiectivului Zero Foamete sau a Obiectivul 2 al Obiectivelor de Dezvoltare Durabilă – a constatat, de asemenea, că deja în primul an al pandemiei, prevalența subnutriției (PoU) crescuse cu 1,5 puncte procentuale, ajungând la un nivel de aproximativ 9,9%. 
Numărul a crescut cu aproximativ 446 de milioane în Africa , 57 de milioane în Asia și aproximativ 14 milioane în America Latină și Caraibe.

## Grupurile vulnerabile sunt cele mai afectate

### Copii
Insecuritatea alimentară la copii poate duce la deficiențe de dezvoltare și consecințe pe termen lung, cum ar fi slăbirea dezvoltării fizice, intelectuale și emoționale.
Prin comparație, într-una dintre cele mai mari țări producătoare de alimente din lume, Statele Unite, aproximativ una din șase persoane se confruntă cu „insecuritate alimentară”, inclusiv 17 milioane de copii, potrivit Departamentului Agriculturii din SUA în 2009.

## Femei
Inegalitatea de gen duce la insecuritatea alimentară și este atât un rezultat al acesteia. Conform estimărilor, fetele și femeile reprezintă 60% din populația mondială care suferă de foame cronică și s-au înregistrat puține progrese în asigurarea dreptului egal la hrană pentru femei, consacrat în Convenția privind eliminarea tuturor formelor de discriminare împotriva femeilor.